# Coëx
Coëx [kɔɛks] est une commune de l'Ouest de la France, située dans le département de la Vendée en région Pays de la Loire.

## Géographie
Le territoire municipal de Coëx s'étend sur 3 983 hectares. L'altitude moyenne de la commune est de 45 mètres, avec des niveaux fluctuant entre 28 et 61 mètres,.
La commune se trouve dans l'Ouest de la Vendée, à environ 13 km de Saint-Gilles-Croix-de-Vie et à 24 km de La Roche-sur-Yon.
| Commequiers         | Apremont |                     |
| Saint-Révérend      | Coëx     | Aizenay             |
| L'Aiguillon-sur-Vie |          | La Chapelle-Hermier |

### Climat
Pour des articles plus généraux, voir Climat des Pays de la Loire et Climat de la Vendée.
En 2010, le climat de la commune est de type climat océanique franc, selon une étude du CNRS s'appuyant sur une série de données couvrant la période 1971-2000. En 2020, Météo-France publie une typologie des climats de la France métropolitaine dans laquelle la commune est exposée à un climat océanique et est dans la région climatique  Bretagne orientale et méridionale, Pays nantais, Vendée, caractérisée par une faible pluviométrie en été et une bonne insolation. 
Pour la période 1971-2000, la température annuelle moyenne est de 12,4 °C, avec une amplitude thermique annuelle de 13,3 °C. Le cumul annuel moyen de précipitations est de 855 mm, avec 12,6 jours de précipitations en janvier et 6,4 jours en juillet. Pour la période 1991-2020, la température moyenne annuelle observée sur la station météorologique de Météo-France la plus proche, « La Mothe Achard », sur la commune des Achards à 12 km à vol d'oiseau, est de 12,8 °C et le cumul annuel moyen de précipitations est de 959,1 mm,. Pour l'avenir, les paramètres climatiques de la commune estimés pour 2050 selon différents scénarios d'émission de gaz à effet de serre sont consultables sur un site dédié publié par Météo-France en novembre 2022.

## Urbanisme

### Typologie
Au 1er janvier 2024, Coëx est catégorisée bourg rural, selon la nouvelle grille communale de densité à sept niveaux définie par l'Insee en 2022.
Elle appartient à l'unité urbaine de Coëx, une unité urbaine monocommunale constituant une ville isolée,. Par ailleurs la commune fait partie de l'aire d'attraction de Saint-Hilaire-de-Riez, dont elle est une commune de la couronne,. Cette aire, qui regroupe 13 communes, est catégorisée dans les aires de moins de 50 000 habitants,.

### Occupation des sols
L'occupation des sols de la commune, telle qu'elle ressort de la base de données européenne d’occupation biophysique des sols Corine Land Cover (CLC), est marquée par l'importance des territoires agricoles (92,8 % en 2018), en diminution par rapport à 1990 (94,4 %). La répartition détaillée en 2018 est la suivante : 
terres arables (50,7 %), zones agricoles hétérogènes (23,9 %), prairies (18,2 %), zones urbanisées (4,9 %), zones industrielles ou commerciales et réseaux de communication (1,1 %), eaux continentales (0,6 %), espaces verts artificialisés, non agricoles (0,5 %). L'évolution de l’occupation des sols de la commune et de ses infrastructures peut être observée sur les différentes représentations cartographiques du territoire : la carte de Cassini (XVIIIe siècle), la carte d'état-major (1820-1866) et les cartes ou photos aériennes de l'IGN pour la période actuelle (1950 à aujourd'hui).

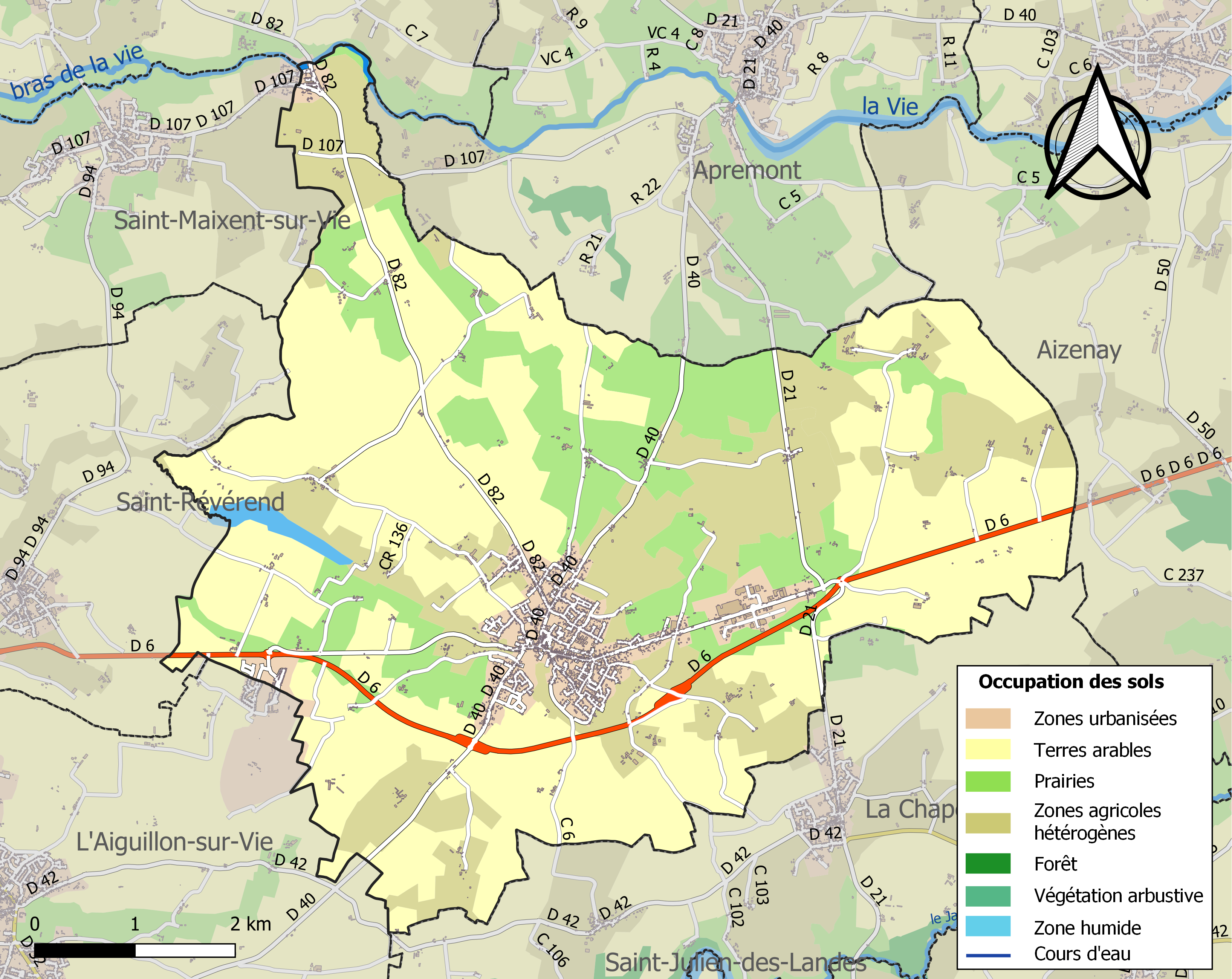
Carte des infrastructures et de l'occupation des sols de la commune en 2018 (CLC).

## Toponymie
L'origine du nom de la commune se trouve dans les marais salants, où un coez (couas, coyx, etc.) désigne un petit conduit de bois qui fait communiquer un canal vers un autre.
En poitevin, la commune est appelée Couï ou Coué.

## Histoire
La châtellenie de Coëx dépendait de la baronnie d'Apremont. Un prieuré existait entre les villages de la Cour (cour du prieuré) et de la Clergerie (lieu où résidait le clergé). Après la Révolution, l'opinion fut assez partagée. Le curé et son vicaire refusèrent de prêter serment à la constitution civile du clergé et durent quitter Coëx. Le curé devint aumônier dans l'Armée Catholique Royale et fut tué en 1794 près de Montaigu. Le curé de Croix-de-Vie fut arrêté à Coëx et déporté en Guyane. En avril 1906, à la suite de la loi de séparation des Églises et de l'État, l'inventaire des biens de l'Église ne put se faire qu'avec l'intervention de la force armée.

## Emblèmes

### Héraldique
| Blason | Blasonnement : De gueules au lion couronné d'or. |

### Drapeau
Ce sont les armes héraldiques reprises pour former le drapeau municipal. Plus les armes sont simples, plus il est aisé de former le drapeau.
Philatélie
La flamme d'oblitération postale de la cité vendéenne est intitulée, dans les années 1990, Coëx Parc Floral Olfactorium.

## Politique et administration

### Liste des maires

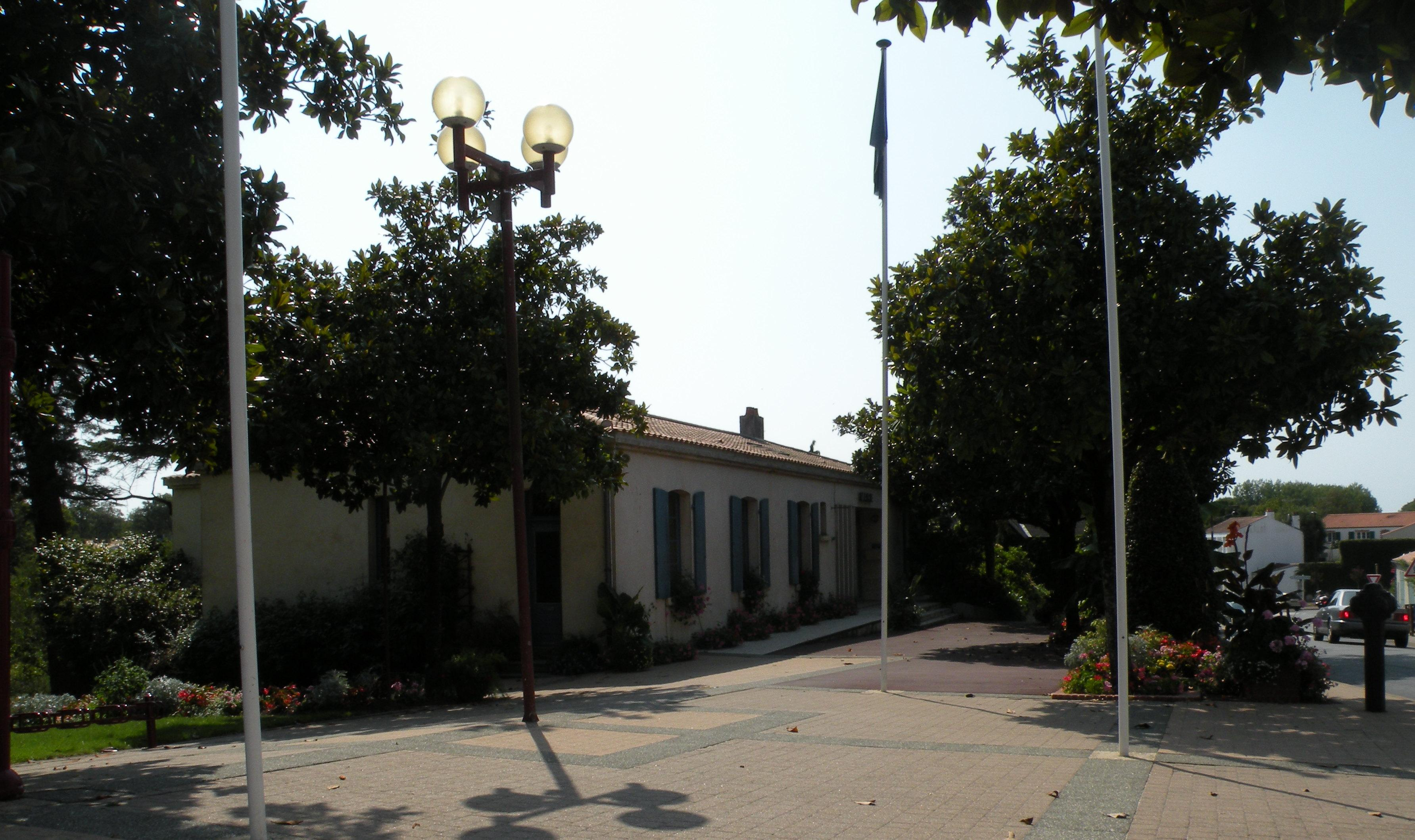
La mairie.

| Période                                  | Période                  | Identité            | Étiquette | Qualité |
| ---------------------------------------- | ------------------------ | ------------------- | --------- | --- |
| ca. 1939                                 | ?                        | Philippe Perrocheau |           | |
| 1945                                     | mars 1961 (démission)    | René Nomballais     |           | |
| mars 1961                                | mars 1965                | André Retailleau    |           | Entrepreneur de maçonnerie |
| mars 1965                                | mars 1971                | Émile Roquant       |           | Plombier chauffagiste |
| mars 1971                                | mars 1983                | Robert Pasquié      |           | Percepteur honoraire de Coëx |
| mars 1983                                | juin 1995                | Eugène Gateau       | DVD       | Industriel |
| juin 1995                                | mars 2014                | Marietta Trichet    | MPF DVD   | Conseillère régionale des Pays de la Loire (2002 → 2008) Conseillère générale de Saint-Gilles-Croix-de-Vie (2008 → 2015) Présidente de la CC Atlancia (1992 → 2009) Suppléante du député Yannick Moreau (2012 → 2017) Réélue en 2001 et 2008 |
| mars 2014                                | mai 2020                 | Dominique Michaud   | DVD       | Chef d'entreprise retraité |
| mai 2020                                 | octobre 2021 (démission) | Michel Remaud       | DVD       | Exploitant agricole retraité, ancien adjoint 4e vice-président de la CC du Pays-de-Saint-Gilles-Croix-de-Vie (2020 → 2021) |
| octobre 2021                             | En cours                 | Thierry Favreau     |           | Artisan électricien 4e vice-président de la CC du Pays-de-Saint-Gilles-Croix-de-Vie (2021 → ) |
| Les données manquantes sont à compléter. |                          |                     |           | |

### Instances administratives
Administrativement, Coëx dépend de l'arrondissement des Sables-d'Olonne et du canton de Saint-Hilaire-de-Riez.
Au début de la Révolution, la commune appartient au canton de Landevieille, dans le district des Sables-d'Olonne. De 1801 à 2015, la commune se situe dans l'arrondissement des Sables-d’Olonne et dans le canton de Saint-Gilles-sur-Vie (1801-1966), devenu canton de Saint-Gilles-Croix-de-Vie (1966-2015).
Coëx est l'une des neuf communes fondatrices de la communauté de communes Atlancia-des-Vals-de-la-Vie-et-du-Jaunay, structure intercommunale ayant existé entre le 1er janvier 1993 et le 31 décembre 2009. Depuis le 1er janvier 2010, la commune est membre du Pays de Saint-Gilles-Croix-de-Vie Agglomération.

## Population et société

### Démographie

#### Évolution démographique
L'évolution du nombre d'habitants est connue à travers les recensements de la population effectués dans la commune depuis 1793. Pour les communes de moins de 10 000 habitants, une enquête de recensement portant sur toute la population est réalisée tous les cinq ans, les populations de référence des années intermédiaires étant quant à elles estimées par interpolation ou extrapolation. Pour la commune, le premier recensement exhaustif entrant dans le cadre du nouveau dispositif a été réalisé en 2005.

En 2022, la commune comptait 3 416 habitants, en évolution de +8,58 % par rapport à 2016 (Vendée : +5,33 %, France hors Mayotte : +2,11 %).
| 1793  | 1800 | 1806 | 1821 | 1831  | 1836  | 1841  | 1846  | 1851  |
| ----- | ---- | ---- | ---- | ----- | ----- | ----- | ----- | ----- |
| 1 800 | 840  | 968  | 977  | 1 050 | 1 015 | 1 075 | 1 073 | 1 176 |

| 1856  | 1861  | 1866  | 1872  | 1876  | 1881  | 1886  | 1891  | 1896  |
| ----- | ----- | ----- | ----- | ----- | ----- | ----- | ----- | ----- |
| 1 170 | 1 214 | 1 265 | 1 316 | 1 392 | 1 538 | 1 584 | 1 714 | 1 802 |

| 1901  | 1906  | 1911  | 1921  | 1926  | 1931  | 1936  | 1946  | 1954  |
| ----- | ----- | ----- | ----- | ----- | ----- | ----- | ----- | ----- |
| 1 900 | 2 043 | 2 013 | 1 808 | 1 859 | 1 926 | 1 986 | 1 840 | 1 860 |

| 1962  | 1968  | 1975  | 1982  | 1990  | 1999  | 2005  | 2006  | 2010  |
| ----- | ----- | ----- | ----- | ----- | ----- | ----- | ----- | ----- |
| 1 916 | 2 005 | 2 193 | 2 239 | 2 283 | 2 418 | 2 684 | 2 827 | 3 025 |

| 2015  | 2020  | 2022  | - | - | - | - | - | - |
| ----- | ----- | ----- | - | - | - | - | - | - |
| 3 134 | 3 339 | 3 416 | - | - | - | - | - | - |

#### Pyramide des âges
En 2018, le taux de personnes d'un âge inférieur à 30 ans s'élève à 30,2 %, soit en dessous de la moyenne départementale (31,6 %). À l'inverse, le taux de personnes d'âge supérieur à 60 ans est de 33,4 % la même année, alors qu'il est de 31,0 % au niveau départemental.
En 2018, la commune comptait 1 581 hommes pour 1 649 femmes, soit un taux de 51,05 % de femmes, légèrement inférieur au taux départemental (51,16 %).
Les pyramides des âges de la commune et du département s'établissent comme suit.
| Hommes | Classe d’âge | Femmes |
| ------ | ------------ | ------ |
| 0,8    | 90 ou +      | 2,6    |
| 9,6    | 75-89 ans    | 11,6   |
| 20,1   | 60-74 ans    | 22,1   |
| 20,7   | 45-59 ans    | 18,9   |
| 17,2   | 30-44 ans    | 16,1   |
| 13,9   | 15-29 ans    | 13,2   |
| 17,7   | 0-14 ans     | 15,7   |

| Hommes | Classe d’âge | Femmes |
| ------ | ------------ | ------ |
| 0,8    | 90 ou +      | 2,2    |
| 8,7    | 75-89 ans    | 11,1   |
| 20,3   | 60-74 ans    | 21,3   |
| 20     | 45-59 ans    | 19,4   |
| 17,5   | 30-44 ans    | 16,8   |
| 15     | 15-29 ans    | 13,2   |
| 17,7   | 0-14 ans     | 16,1   |

## Lieux et monuments

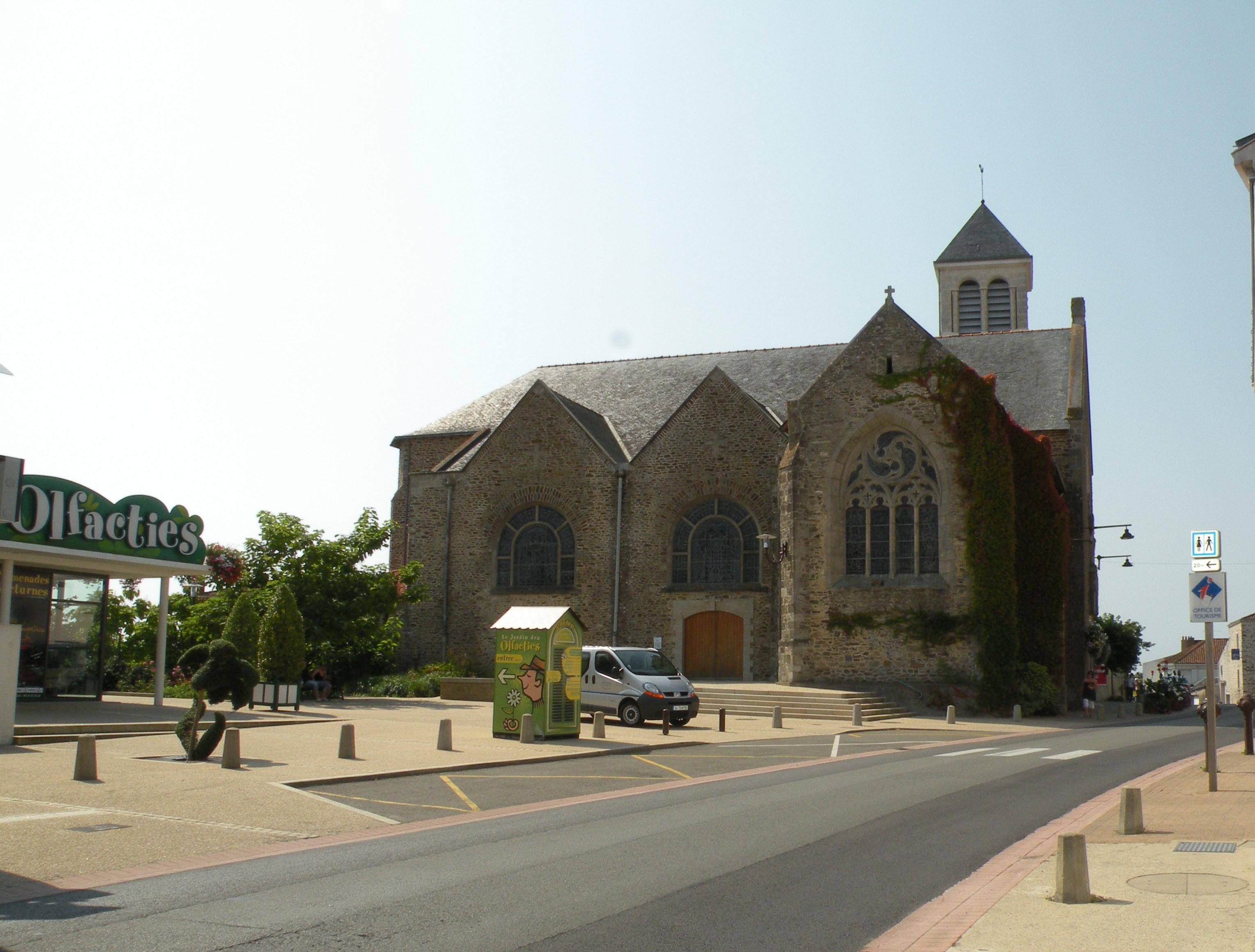
Église de Coëx.

- L'église Notre-Dame-de-l'Assomption.
- Le Jardin des Olfacties (en)[26].